# Tochomerius
Thocomerius (vielleicht Tochomerius, Tiugomir oder Tichomir; um 1310) war der Vater von Basarab I., dem ersten unabhängigen Woiwoden der Walachei.

## Leben
Thocomerius wurde erwähnt als Vater von Basarab. Weitere Informationen zu seiner Person sind nicht überliefert.
Er war wahrscheinlich ein regionaler Fürst in der Walachei um 1310.
Wahrscheinlich verehelichte er sich mit Anna, der Tochter des Fürsten Bărbat.